# Polska Żyje
Polska Żyje – czasopismo konspiracyjne wydawane przez organizację Komenda Obrońców Polski, a następnie przez Polską Armię Ludową. Ukazywało się w latach 1939–1944.

## Opis
„Polska żyje” było drugim, po „Monitorze Informacyjnym ZPN”, pismem konspiracyjnym, jakie ukazało się w Warszawie pod okupacją niemiecką – pierwszy numer nosił datę 10 października 1939 roku. Był drukowany, a wydano go w nakładzie 6 tys. egzemplarzy. W połowie 1940 roku pismo osiągnęło nakład 30 tys. egzemplarzy. Ukazywało się do sierpnia 1944 roku, początkowo z częstotliwością 7 numerów w miesiącu, potem jako tygodnik.
Redaktorzy naczelni:
- Bolesław Studziński (tylko 1. numer),
- Witold Hulewicz (ps. „Grzegorz”), aresztowany 2 września 1940 roku,
- Jerzy Hulewicz, zm. 1 lipca 1941 roku.

Początkowo Witold Hulewicz, szef Wydziału Propagandy Komendy Głównej Komendy Obrońców Polski, odpowiadał także za skład, druk i kolportaż. Z redakcją związani byli również: Zofia Kossak-Szczucka, Adam Próchniak, prof. dr Wacław Borowy, płk. Adam Remigiusz Grocholski, Lucjan Kołaciński, Apolonia Chrostowska, Grażyna Chrostowska (kolporterka), Stanisław Majewski (redaktor i kierownik drukarni).
Pismo, jako jedno z pierwszych, podjęło temat propagowania właściwych i piętnowania niewłaściwych wzorców zachowań w okupacyjnej rzeczywistości. Już w styczniu 1940 ukazał się na jego łamach artykuł Tym, którzy nie wiedzą, w którym wezwano do bojkotu oficjalnych kin, prasy i przedstawień teatralnych. Dekalog patriotyczno-obywatelski wydrukowano w nim w tym samym mniej więcej czasie, co podobny artykuł w „Biuletynie Informacyjnym” – w maju 1940 r. Były to pierwsze wzorce tego typu – w latach późniejszych opracowywały i popularyzowały podobne różne środowiska konspiracyjne (dużą wagę przywiązywał do nich BiP Armii Krajowej).
Na łamach „Polska Żyje” ukazywały się także wiersze – między innymi poetów emigracyjnych: Kazimierza Wierzyńskiego, Antoniego Słonimskiego, Andrzeja Nowickiego. Na łamach pisma miał na przykład miejsce krajowy pierwodruk słynnego Alarmu Antoniego Słonimskiego. Część z publikowanych tu utworów znalazła się później w wydanej w 1941 r. Antologii poezji współczesnej – pierwszej antologii poetyckiej wydanej w czasie okupacji.